# Ptyodactylus ananjevae
Espèce
Ptyodactylus ananjevae est une espèce de geckos de la famille des Phyllodactylidae.

## Répartition
Cette espèce est endémique du Sud de la Jordanie.

## Étymologie
Cette espèce est nommée en l'honneur de Natalia Borisovna Ananjeva.

## Publication originale
- Nazarov, Melnikov & Melnikova, 2013 : Three New Species of Ptyodactylus (Reptilia; Squamata; Phyllodactylidae) from the Middle East. Russian Journal of Herpetology, vol. 20, no 2, p. 147-162.